# Lichtstärke (Fotografie)

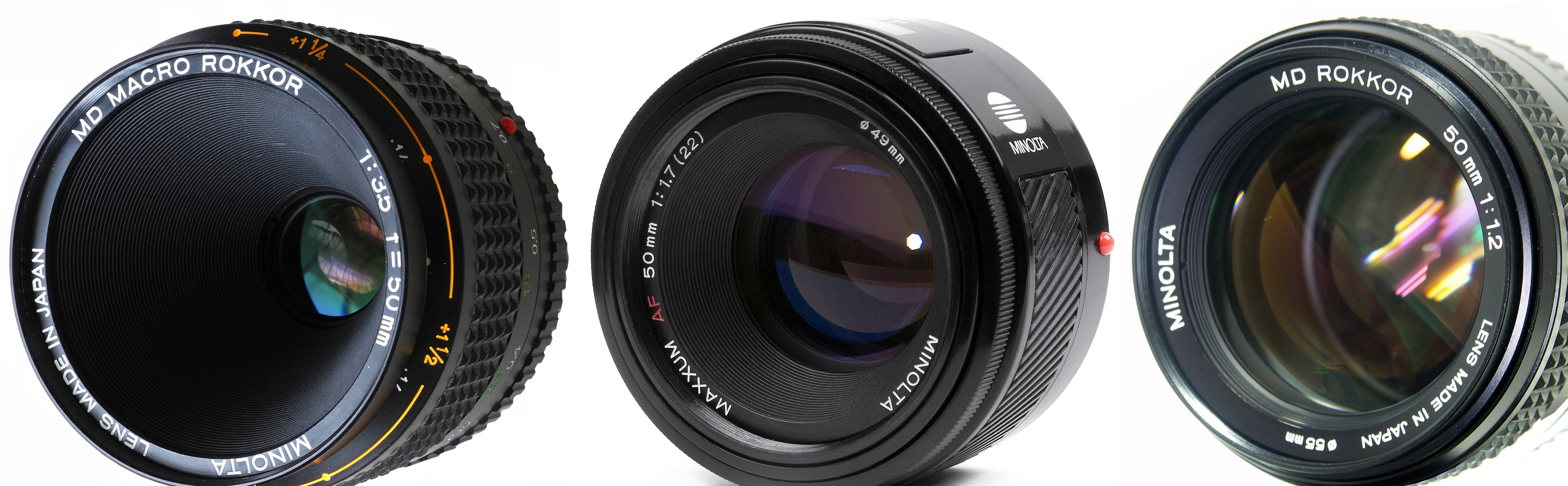
Drei Objektive mit 50 mm Brennweite von Minolta mit unterschiedlichen Lichtstärken von 1:3,5, 1:1,7 und 1:1,2. Man erkennt deutlich den Zusammenhang der Größe der Eintrittslinse mit der Lichtstärke.

Die fotografische Lichtstärke ist ein Maß für das Vermögen eines Objektivs, für eine optische Abbildung Licht zu sammeln. Sie kann für eine gegebene Brennweite {\displaystyle f} und eine maximale Öffnungsweite {\displaystyle D_{\mathrm {max} }} als dimensionsloser Zahlenwert durch das maximale Öffnungsverhältnis {\displaystyle V_{\mathrm {max} }} angegeben werden:
{\displaystyle V_{\mathrm {max} }={\frac {D_{\mathrm {max} }}{f}}}
In der Fotografie wird die Lichtstärke oft als kleinste Blendenzahl {\displaystyle k_{\mathrm {min} }} (Kehrwert des Öffnungsverhältnisses) angegeben:
{\displaystyle k_{\mathrm {min} }={\frac {1}{V_{\mathrm {max} }}}={\frac {f}{D_{\mathrm {max} }}}}
Dabei stehen kleinere Blendenzahlen für eine größere Eintrittsöffnung des Objektivs und damit für höhere Lichtstärke, so ist zum Beispiel ein Objektiv mit Blendenzahl 1,7 lichtstärker als eines mit 4,0. Die Lichtstärke ist neben der Brennweite der wichtigste Kennwert eines Objektivs in der Fotografie, beide werden in der Regel zusammen angegeben.

## Beschreibung
Bei vielen Objektiven lässt sich die Apertur {\displaystyle D} durch eine verstellbare Blende respektive durch die Einstellung der Blendenzahl variieren (auf- und abblenden), und somit kann auch die tatsächlich verwendete Öffnungsweite {\displaystyle D} aus der Brennweite und der eingestellten Blendenzahl berechnet werden:
{\displaystyle D={\frac {f}{k}}\leq D_{\mathrm {max} }}.

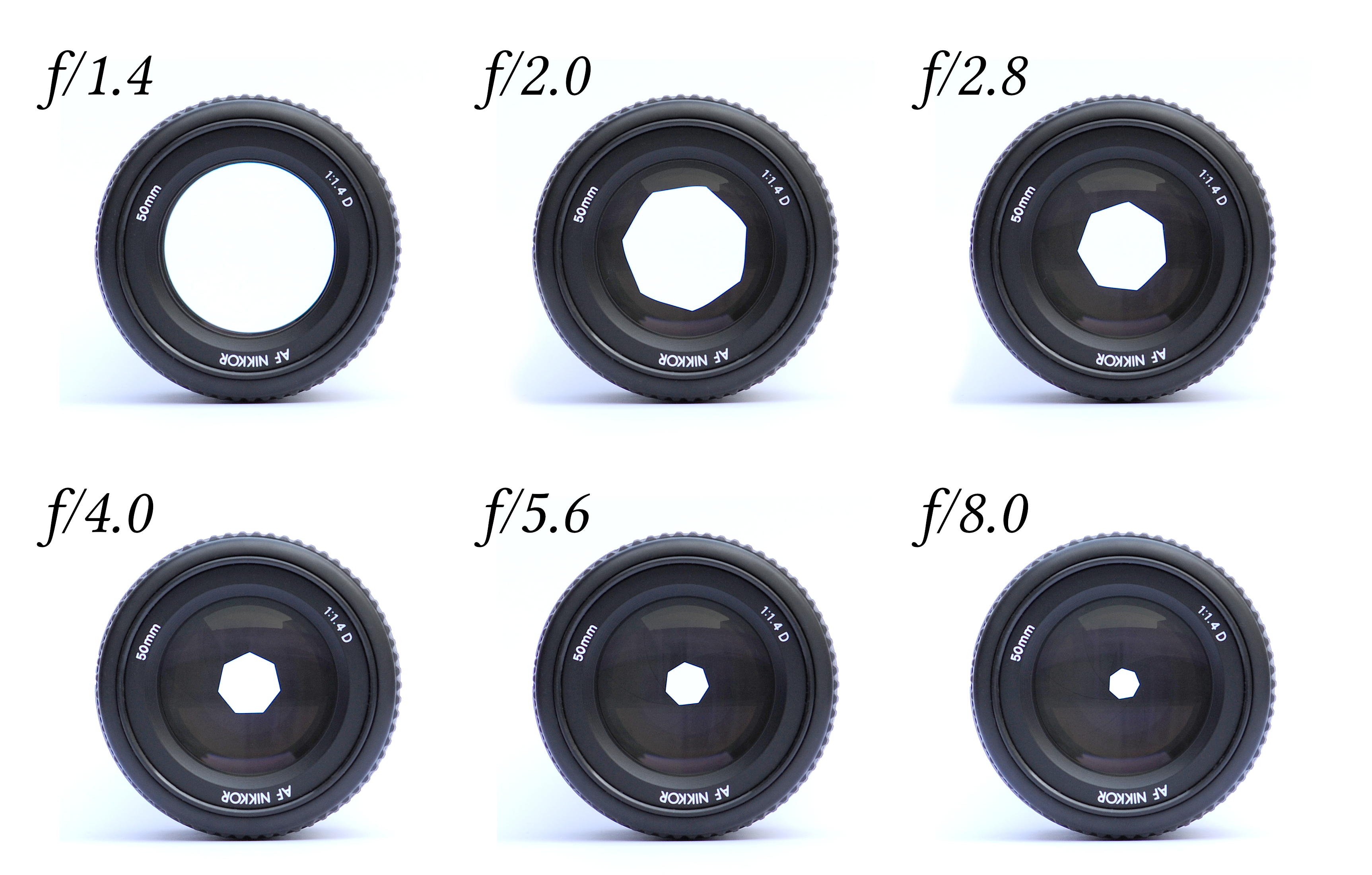
Objektiv mit verschieden weit geöffneter Irisblenden im Vergleich (Blendenzahl 1,4 – 2,0 – 2,8 – 4 – 5,6 – 8)

Das Öffnungsverhältnis ist eine der fundamentalen Eigenschaften eines optischen Aufbaus und bestimmt die Beleuchtungsstärke in der Bildebene. Die Blendenzahl bestimmt den absoluten Durchmesser der Beugungsscheibchen in der Bildebene. Bei vielen optischen Geräten werden an Stelle des Öffnungsverhältnisses die Brennweite und die minimale Blendenzahl in der Form
{\displaystyle {\text{f mm}}\,f{\text{:k}}}.
angegeben, wie zum Beispiel bei einem Objektiv mit einer Brennweite {\displaystyle f} von 50 Millimetern und einer minimal einstellbaren Blendenzahl {\displaystyle k} von 1,8:
{\displaystyle {\text{50 mm}}\,f{\text{:1,8}}}.
Das Öffnungsverhältnis eines Objektivs, dessen Apertur unzugänglich im Inneren liegt, lässt sich aus dem bildseitigen Öffnungswinkel {\displaystyle \omega _{\mathrm {B} }} bestimmen. Für große Entfernungen (Gegenstandsweiten) gilt:
{\displaystyle {\frac {D}{f}}=2\,\tan {\frac {\omega _{\mathrm {B} }}{2}}.}

## Beispiele

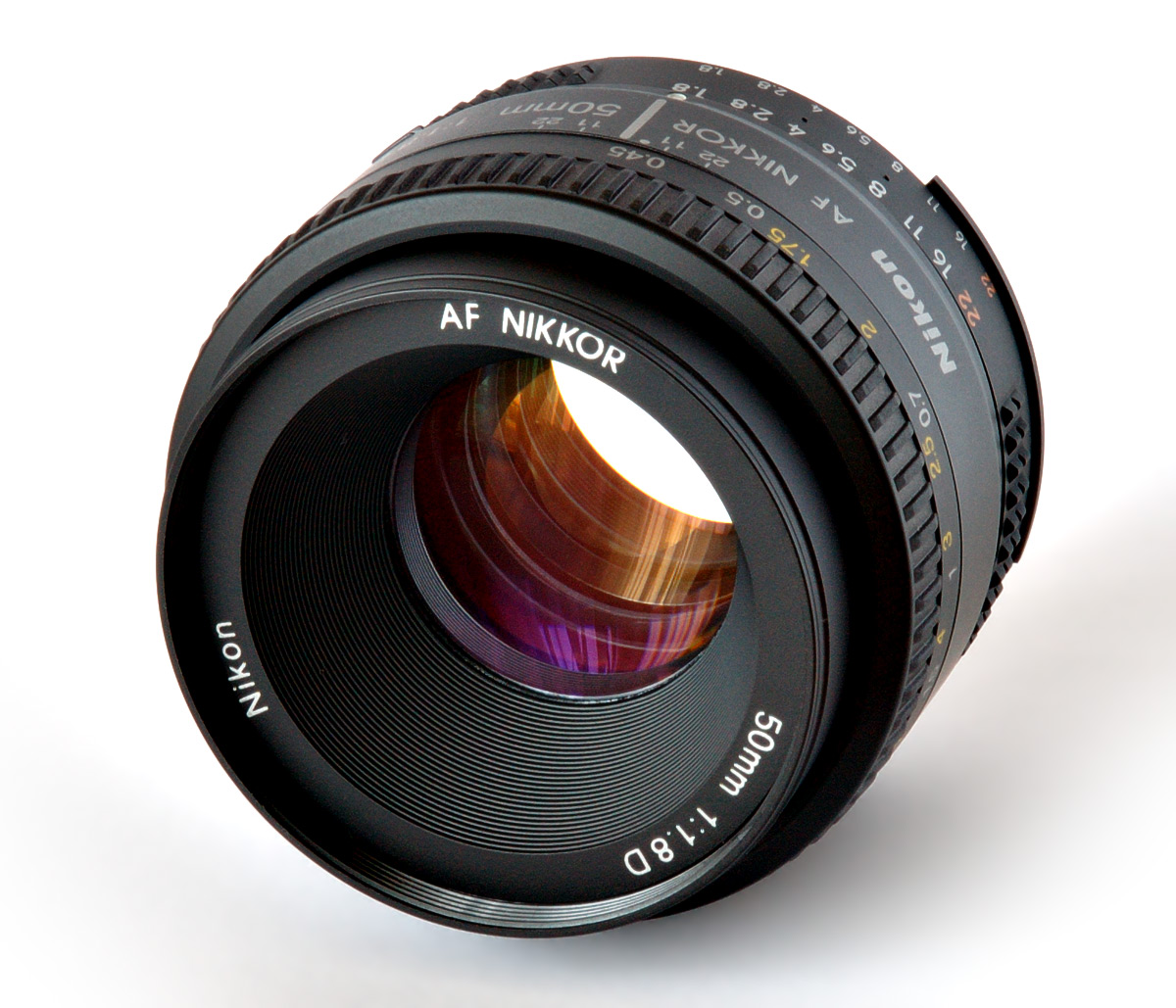
Standardobjektiv mit 50 Millimeter Brennweite und der Lichtstärke 1:1,8

Das Objektiv des Hubble-Weltraumteleskops hat mit {\displaystyle D=2{,}4\,\mathrm {m} } und {\displaystyle f=57{,}6\,\mathrm {m} } eine Lichtstärke von {\displaystyle D/f=1:24}.
Eine Angabe „50 mm 1:1,8“ oder „50 mm f:1,8“ auf dem Normalobjektiv einer Vollformatkamera bedeutet: Brennweite {\displaystyle f=50\,\mathrm {mm} }, Lichtstärke 1:1,8, minimale Blendenzahl 1,8 und demzufolge eine maximale Apertur {\displaystyle D=f:1{,}8=28\,\mathrm {mm} }.

### Typische und maximale Blende (Lichtstärke)

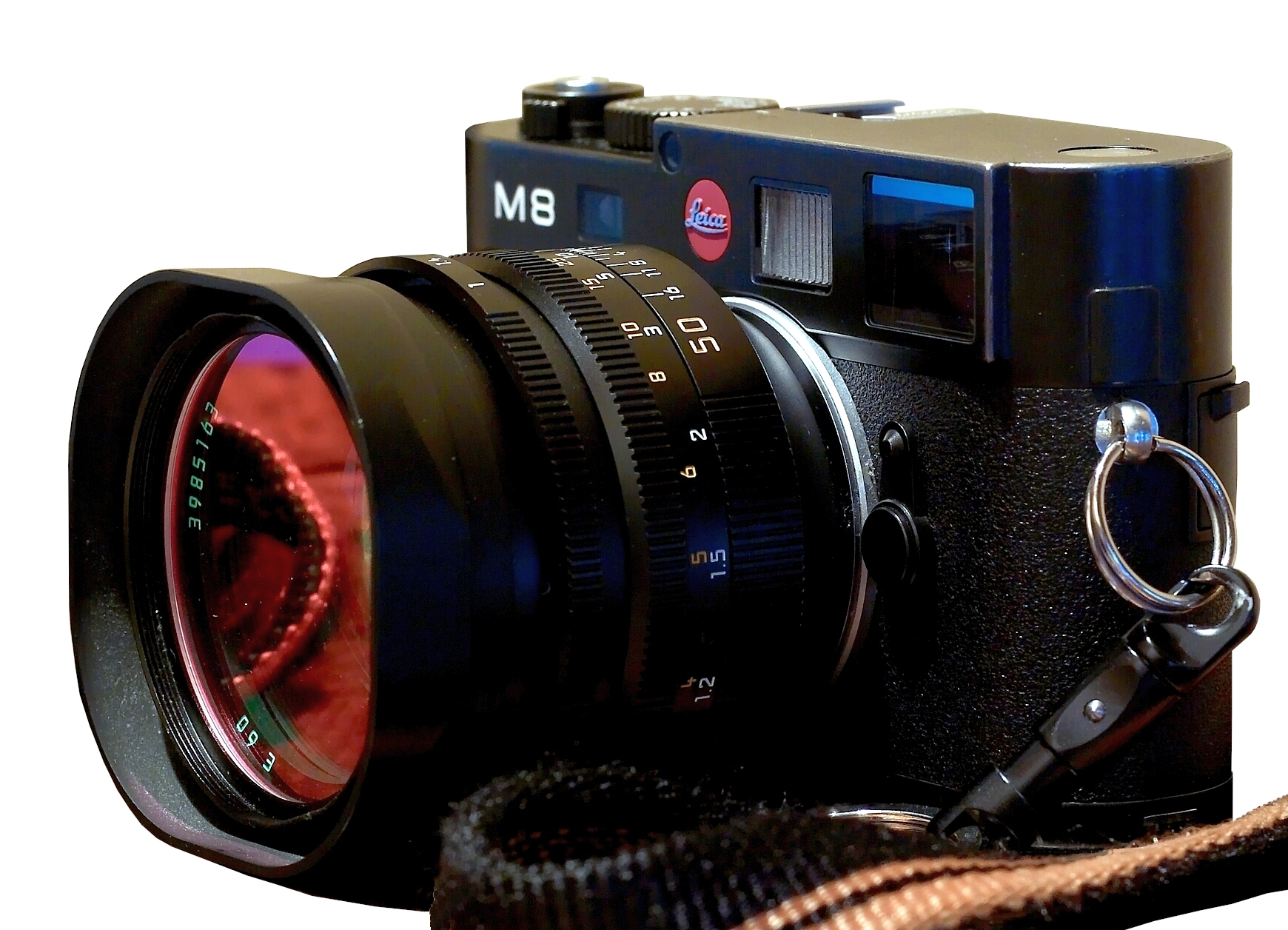
Leica-Objektiv Noctilux mit 1:1,0

Typische Amateurteleskope haben ein Öffnungsverhältnis zwischen {\displaystyle 1:5} und {\displaystyle 1:15}, typische Kameraobjektive Lichtstärken zwischen {\displaystyle 1:1{,}4} und {\displaystyle 1:5{,}6} und maximale Blendenzahlen von 16 bis 64.
Die kleinste technisch mögliche Blendenzahl eines korrigierten Objektivs ergibt sich aus der Abbeschen Sinusbedingung zu 0,5. Durch den Öffnungsfehler (oder sphärische Aberration) der optischen Abbildung, der nicht vollständig korrigiert werden kann, sind die tatsächlich sinnvoll erreichbaren Blendenzahlen jedoch höher.
Normalobjektive (50 mm im Kleinbildformat) bewegen sich in der Regel bei Lichtstärken von 1:1,2 bis 1:2,8. In einigen Fällen können sie jedoch auch Lichtstärken bis 1:1,0 und mehr erreichen. Das lichtstärkste fotografische Objektiv wurde bei Zeiss entwickelt: Mit dem Planar 1:0,7/50 mm konnten Filmaufnahmen von bewegten Szenen bei Kerzenlicht gedreht werden, so etwa im Film Barry Lyndon von Stanley Kubrick.
Die lichtstärksten asphärischen Objektive der Welt sind das Leica Noctilux-M 1:0,95/50 mm ASPH und das wesentlich neuere NIKKOR Z 58 mm 1:0,95 S Noct von Nikon sowie seit 2021 das Cosina Voigtländer Super Nokton 29 mm F0,8 mit drei asphärischen Linsenoberflächen. Die asphärischen Linsen wirken bei diesen Objektiven den Nachteilen des Öffnungsfehlers entgegen, wodurch diese deutlich schärfere und bessere Bildergebnisse liefern.

### Variable Blende (Lichtstärke)
Das größte Öffnungsverhältnis kann bei Zoomobjektiven von der eingestellten Brennweite abhängig sein. Zum Beispiel bedeutet die Bezeichnung 70–300 mm ƒ/4,0–5,6, dass bei der kurzen Brennweite von 70 Millimetern die größte Apertur bei der Blendenzahl 4,0 und bei der langen Brennweite von 300 Millimetern die größte Apertur bei der Blendenzahl 5,6 liegt.
Durch zusätzliche optische Elemente, wie zum Beispiel Telekompressoren kann die Lichtstärke eines Objektivs bei gleichzeitig verringerter Brennweite erhöht werden. Dies führt im Allgemeinen zu Vignettierung bzw. einer Verkleinerung des nutzbaren Bildkreises. Umgekehrt wird die Lichtstärke von Objektiven durch die Verwendung von Telekonvertern verringert, während die Brennweite sich verlängert.

### Besondere Objektive
Das technisch unbrauchbare Super-Q-Gigantar ƒ/0,33/40 mm wurde 1960 von Zeiss für die Öffentlichkeitsarbeit gebaut und wurde nie als Objektiv eingesetzt.
Das ebenfalls von Zeiss 1966 gefertigte Planar ƒ/0,7/50 mm gilt als das lichtstärkste und das von Cosina seit 2021 gefertigte Voigtländer Super Nokton 29 mm F/0,8 als das lichtstärkste optisch korrigierte Objektiv der Welt. Das von Panasonic gefertigte Portraitobjektiv Leica Nocticron 42,5 mm f/1,2, das seit 2014 verfügbar ist, ist das lichtstärkste Objektiv mit eingebauter Bildstabilisierung.

## Bedeutung in der Fotografie

### Belichtung
Die auf die Objekthelligkeit bezogene Beleuchtungsstärke des Bilds (Bildhelligkeit) steigt quadratisch mit dem Öffnungsverhältnis, bzw. nimmt quadratisch mit der Blendenzahl ab. Für eine fotografische Aufnahme bei doppelter Blendenzahl ist somit die vierfache Belichtungszeit notwendig, um den gleichen Lichtwert zu erzielen. Die Skalenwerte einer Blendenreihe haben typischerweise Abstände von einem Faktor Wurzel 2: 1,4 – 2,0 – 2,8 usw., so dass sich die erforderliche Belichtungszeit pro Schritt um einen Faktor zwei verändert.

### Schärfentiefe

Einfluss der Blende auf die Belichtung und die Schärfentiefe

Die Wahl der Blendenzahl beeinflusst die Schärfentiefe: Mit größerer Blendenzahl werden die Unschärfekreise durch den spitzeren Lichtkegel kleiner. Folglich vergrößert sich die Tiefe des Bereich des Motivs, der noch als scharf aufgenommen wird, bis der zulässige Grenzwert (Zerstreuungskreisdurchmesser, hier 0,1 mm) erreicht wird. Der Bereich der scharfen Abbildung (Schärfentiefe) nimmt beim Schließen der Blende also zu. Daraus folgt:
- Je größer die Blendenzahl ist, desto weiter ist die Schärfentiefe (denn desto kleiner ist die Blendenöffnung).
- Je kleiner die Blendenzahl ist, desto enger ist die Schärfentiefe (denn desto größer ist die Blendenöffnung).

Daraus ergibt sich auch die Hyperfokale Entfernung (oder Hyperfokale Distanz). Fokussiert man auf diese Entfernung, so wird die Abbildung bis ins Unendliche (akzeptabel) scharf. Diese Entfernung bietet somit die größte Schärfentiefe.
Im Sprachgebrauch der Fotografie wird der Begriff Blende oft auch als Kurzform für Blendenöffnung benutzt, und beispielsweise anstatt von großer Blendenöffnung von großer Blende gesprochen. Dieser Sprachgebrauch ist üblich, kann aber zu Missverständnissen führen, da eine große Öffnung einer kleinen Blendenzahl (und umgekehrt) entspricht.
Bei einigen einäugigen Spiegelreflexkameras kann der Fotograf mit Hilfe der Abblendtaste die Schärfentiefe kontrollieren. Die Kamera aktiviert dann die Arbeitsblende.

### Schärfe
Das Auflösungsvermögen eines Objektivs steigt mit der Apertur an. Bei gleicher Brennweite erzeugt also ein Objektiv mit einem größeren Öffnungsverhältnis im Allgemeinen ein schärferes Bild eines ebenen Gegenstands. Dem wirkt entgegen, dass die Korrektur von Abbildungsfehlern des Objektives mit zunehmender Apertur weniger gut wirkt. Außerdem ist es aufgrund des stumpferen Winkels des Strahlenbündels praktisch schwieriger den Fokuspunkt exakt einzustellen.

### Praktische Vor- und Nachteile
- Manuelle Scharfstellung: Die hohe Lichtstärke kommt bei Spiegelreflexkameras der Helligkeit des Sucherbildes zugute und erleichtert das Scharfstellen. Zudem geht die größere Blendenöffnung mit einer geringeren Schärfentiefe einher, wodurch die Lage der Schärfeebene im Sucher besser beurteilt werden kann. Einstellhilfen für das manuelle Scharfstellen, wie zum Beispiel Schnittbildindikatoren, funktionieren bei lichtschwachen Objektiven (1:5,6 oder weniger) nur noch eingeschränkt oder gar nicht mehr. Kameras mit elektronischem Sucher oder Live-View auf einem Bildschirm können ein elektronisch aufgehelltes Bild anzeigen, das gegebenenfalls mit Hilfe einer Softwarelupe sogar vergrößert dargestellt werden kann. Bei Kameras, bei denen die Scharfstellung ohne das Objektiv erfolgt, ist dieser Aspekt ohne Bedeutung.
- Autofokus (AF): Spiegelreflexkameras verfügen zum Teil über Autofokus-Phasenvergleichssensoren mit unterschiedlich großer Messbasis. Bei Sensoren mit größerer Messbasis kann die Kamera prinzipiell präziser fokussieren. Das setzt Objektive höherer, zum jeweiligen Sensor passenden Lichtstärke voraus.
- Bildgestaltung: Objektive mit hohen Lichtstärken erweitern den gestalterischen Spielraum. Beispielsweise ermöglichen hochlichtstarke Objektive im gemäßigten Weitwinkel- und Telebereich ein Freistellen des Motivs vor unscharfem Vorder- beziehungsweise Hintergrund. Hier gilt aber auch: Je größer das Aufnahmeformat, desto markanter das Spiel mit Schärfe und Unschärfe (wichtig bei der Wahl von Digitalkameras, mit ihren unterschiedlichen Sensorformaten; tatsächlich liegt das jedoch nicht an der Größe des Sensors, sondern an der benötigten Brennweite des Objektivs, die sich mit der Größe des Sensors ändert, um den gleichen Bildausschnitt auf unterschiedlich großen Sensorflächen abbilden zu können).
- Eine hohe Lichtstärke ermöglicht kürzere Belichtungszeiten oder die Verwendung von geringeren Filmempfindlichkeiten mit höherem Auflösungsvermögen und feinerem Korn, bzw. bei Digitalkameras ein geringeres Rauschen durch Verwendung einer geringeren ISO-Einstellung.
- Größer, schwerer und teurer als vergleichbare Optiken geringerer Lichtstärke.
- Durch die geringe Schärfentiefe (auch DOF genannt, englisch depth-of-field) werden an den Autofokus hohe Anforderungen gestellt und leichte Fehljustierungen schneller sichtbar (siehe Fokussierungsfehler).
- Bei sehr lichtstarken Objektiven kann nicht mit Offenblende gearbeitet werden, wenn mit großen Film- oder Bildsensorformaten der Schärfentiefebereich für das gewünschte Motiv zu klein ist.

## Geschichte und Entwicklung

### Lichtstärke
Generell konnte die Lichtstärke von Objektiven deutlich gesteigert werden. Während die (sehr einfachen und bezahlbaren) Boxkameras der 1920er und 1930er Jahre eine typische größte Blende von 1:11 hatten, verfügten teurere Mittelformat-Modelle aus den 1950er Jahren bereits über 1:4,5 oder sogar 1:2,8. Kleinbildkameras hatten in den 1930er Jahren größte Blenden von 1:3,5, vor allem ab den 1950er Jahren Öffnungen bis zu 1:2,0 (Spiegelreflexkameras ab den 1960er Jahren bis zu 1:1,2).
Louis Daguerre bezog 1839 für die Produktion der ersten Daguerreotypie-Fotoapparate wie zuvor schon Photographieerfinder Nicéphore Niépce Objektive von Optiker Louis Chevalier, die noch recht lichtschwach waren. Chevalier gelang es 1840, ein zweilinsiges lichtstärkeres Kameraobjektiv zu entwickeln: Lichtstärke 5,6. Zeitgleich entwickelten Josef Maximilian Petzval und Peter Wilhelm Friedrich von Voigtländer ein noch lichtstärkeres Kameraobjektiv mit guten Eigenschaften für die Portraitfotografie, und eine wichtige Eigenschaft dafür war die hohe Lichtstärke von 3,6. Mit der Offenblende von 1:3,6 war es im Vergleich zu Daguerres Objektiven von 1839 22-mal lichtstärker, was unter günstigen Bedingungen erstmals Porträts mit Belichtungszeiten von weniger als einer Minute ermöglichte. Das Petzvalobjektiv wurde von Voigtländer produziert und mit großem Erfolg weltweit vertrieben. Bis 1862 produzierte er 60.000 Stück.
Wesentlichen Einfluss auf die Möglichkeit, Objektive mit hoher Lichtstärke herzustellen, hat das Objektivdesign. Durch die Verwendung von Linsenkombinationen aus verschiedenartigen Gläsern wie Kron- und Flintglas, CaF2-Linsen, ED-Gläser und Integration von asphärische Linsen konnten Abbildungsfehler trotz großer numerischer Apertur klein gehalten werden.
Einen Meilenstein stellte das Cooke-Triplet dar, das 1893 von Harold Dennis Taylor entwickelt wurde. Es ermöglichte bei preisgünstigen Objektiven eine Lichtstärke von bis zu 1:3,6 (Mitte der 1930er Jahre) und nach Einführung von Lanthan-Glas bis zu 1:2,8. Es wird noch heute verwendet. Nach einer geglückten Modifikation durch Charles M. Minor aus dem Jahr 1916 produzierte Firma Gundlach in Rochester(NY) ihre Ultrastigmat-Objektivserie für Filmkameras – mit Lichtstärke 1.9 Dank einer zusätzlichen Linse hinter der Frontlinse, was lichtstarke Vierlinser als Weiterentwicklung des Cooke-Triplets ergab, die Vorbild für das Ernostar wurden.
Im weiteren Verlauf der Entwicklung lichtstarker Objektive setzten nach dem Ernostar sich mehr und mehr Doppelgauß-Objektivkonstruktionen durch für lichtstarke Fotooptik, zuerst die von Horace William Lee (1920 u. 1930), Albrecht Wilhelm Tronnier (1925) und Willy Merté (1927), wobei die Symmetrie des klassischen Doppelgauß zumeist aufgeben wurde, u. a. zugunsten der Lichtstärke. Erst mit dem Aufkommen der Objektivvergütungen zur Verhinderung von Lichtspiegelungen im Objektiv, also nach dem Krieg konnten diese Doppelgauß-Objektivkonstruktionen sich am Markt durchsetzen und zu Massenprodukten werden.

### Blendenzahl
Bis um etwa 1890 gab es viele verschiedene Maßeinheiten zur Angabe der Lichtstärke eines Objektivs und der bei einer bestimmten Blendenöffnung hindurchgelassenen Lichtmenge, die oft von Hersteller zu Hersteller verschieden festgelegt wurden. U. a. besaßen Goertz, Voigtländer, Zeiss und Dallmeyer jeweils eigene Maßeinheiten. Die heute übliche Blendenzahl setzte sich im Laufe der 1890er Jahre allgemein durch, allerdings benutzte Kodak für seine Objektive noch bis in die 1920er Jahre das ältere britische Uniform System (U. S.). Dieses bezeichnete die Lichtstärke eines f:4-Objektivs als „U. S. 1“ und vervierfachte diesen Wert für jeden Faktor zwei in der Blendenzahl, sodass ein f:8-Objektiv als „U. S. 4“ gekennzeichnet war.